# Helensburgh (Australien)
Helensburgh ist eine kleine Stadt im lokalen Verwaltungsgebiet Wollongong City im australischen Bundesstaat New South Wales. Bei der Volkszählung 2021 lebten 6576 Menschen in Helensburgh.
Sie liegt 45 Kilometer südlich von Sydney und 35 Kilometer nördlich von Wollongong, nördlich und oberhalb der Illawarra-Klippe und -Region. Es ist von Buschlandreservaten umgeben, die an das südliche Ende des Royal-Nationalparks und die Royal National Park and Garawarra State Conservation Area angrenzen. Das Woronora Reservoir-Wassereinzugsgebiet liegt westlich von ihr.

## Geschichte

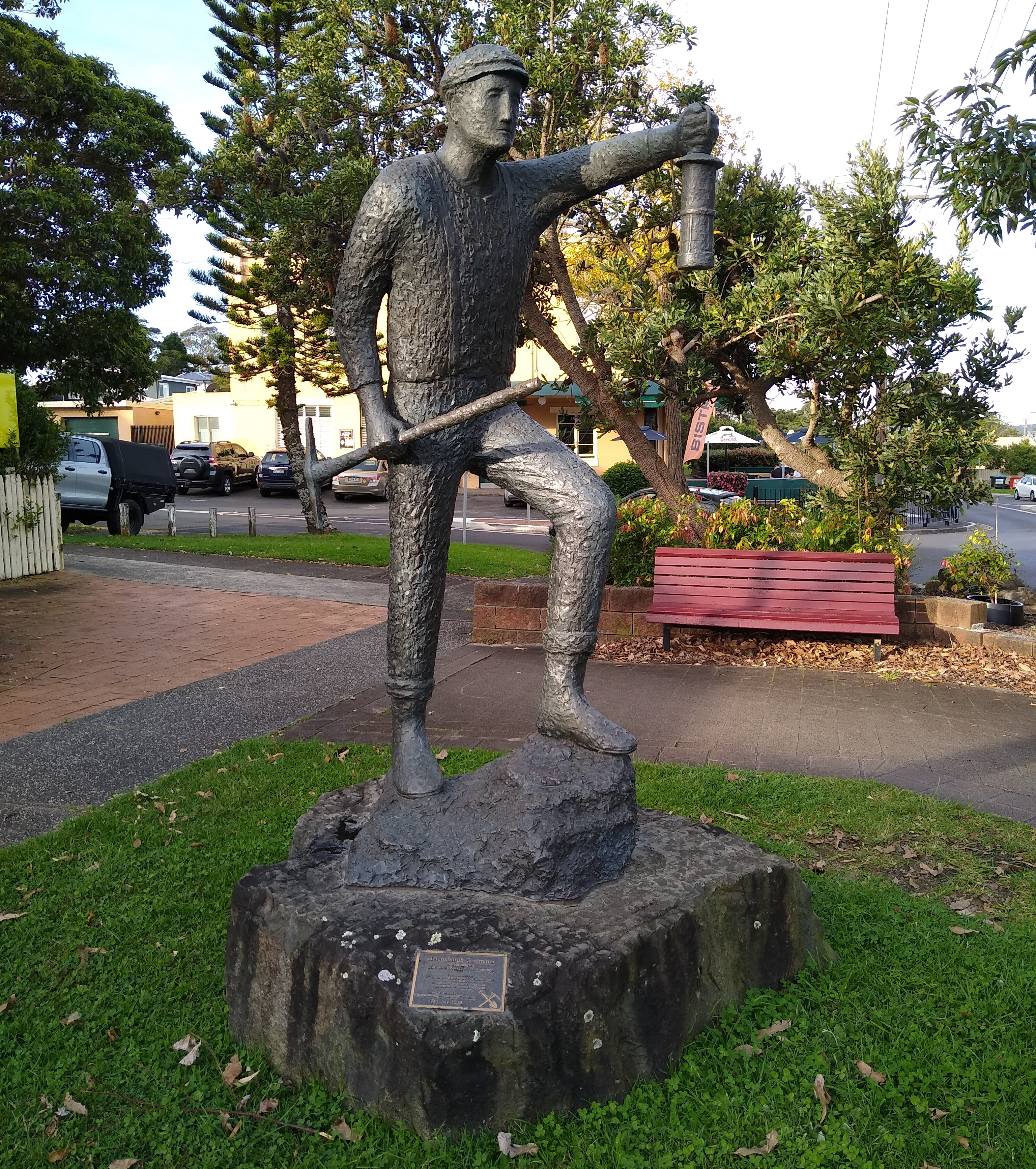
Helensburgh Coalminer, eine Statue aus dem Jahr 2008

Ursprünglich Camp Creek genannt, wurde Helensburgh nach der Stadt Helensburgh, die am Fluss Clyde in Schottland liegt und ebenfalls eine Eisenbahnstadt ist, benannt. Helensburgh wurde in den 1880er Jahren als Eisenbahnbaucamp während des Baus der South Coast Railway angelegt und später zu einer Siedlung für Kohlenbergarbeiter der Metropolitan Colliery. Ein Postamt wurde in Helensburgh am 1. Dezember 1886 eröffnet. Es entstanden in der Folge weitere Geschäfte und Dienstleistungsbetriebe.
Die Eisenbahnstrecke im Nordosten der Stadt wurde in den 1910er Jahren neu verlegt, um große Steigungen und schlecht unterhaltene Tunnel zu vermeiden. Auch ein neuer Bahnhof wurde gebaut. Sein Bahnsteig mit zwei Biegungen ist ein seltenes Überbleibsel früher Eisenbahnen. Der alte Bahnhof von Helensburgh und die Strecke waren bis vor wenigen Jahren unter Erde begraben, wurden aber aus historischen Gründen teilweise wieder freigelegt.
Östlich von Helensburgh befindet sich die ältere Ortschaft Lilyvale, ein ehemaliges Eisenbahnbaucamp, eine Siedlung für Bahnbeschicker, Holzernter und Obstbauern, die ihren eigenen Bahnhof hatte und einst über ihr eigenes Metropolitan Hotel, Geschäfte und Postamt verfügte. Lilyvale wurde zu einem Vorort, als Helensburgh größer wurde. Heute ist Lilyvale im Wesentlichen Teil des Royal-Nationalparks und der Royal National Park and Garawarra State Conservation Area und wieder von Buschland überwachsen.

## Bevölkerung
Laut der Volkszählung von 2021 hatte Helensburgh eine Bevölkerung von 6576 Menschen. 3,3 % der Bevölkerung waren indigene Australier oder Torres-Strait-Inselbewohner. 85,6 % der Menschen wurden in Australien geboren, wobei das zweithäufigste Geburtsland England mit 4,5 % war. 92,6 % der Menschen sprachen zu Hause nur Englisch. 44,1 % der Bevölkerung gaben an, keiner Religion anzugehören, 23,4 % waren Katholiken und 16,5 % Anglikaner.